# Zakódovaný obrázek

Vyluštěný zakódovaný obrázek, kde řešením je písmeno W

Zakódovaný obrázek (nonogram, kódovaný obrázek či malovaná křížovka) je logický hlavolam, při kterém je okolo mřížky umístěná legenda s čísly a pomocí nich lze získat obrázek. Každé číslo v legendě určuje počet za sebou následujících čtverečků stejné barvy.
V Česku se zakódované obrázky objevují od první půlky 90. let v časopise Panorama křížovek, kde byly otiskovány i nejednoznačně zadané obrázky vyžadující hádání.
V dalším desetiletí se objevují specializované tituly, vycházející v periodě čtvrtletní, dvouměsíční i měsíční. Vyšlo i několik jednorázových knižních publikací. V české distribuční síti převažují tituly původem ze Slovenska (odkud pochází označení Malované křížovky) a jejich distribuce probíhá pouze přes některé prodejce tisku.

## Princip zakódovaných obrázků
| - Každé číslo v legendě určuje počet za sebou následujících čtverečků stejné barvy. |
| - Mezi jednotlivými čísly je vždy minimálně jeden prázdný čtvereček.                |
| - Čísla v legendě jsou již uspořádána ve správném pořadí.                           |
| - Různě-barevná čísla legendy mohou a nemusí být oddělena prázdným čtverečkem.      |

## Postup krok za krokem
| Řada 2: Součet čísel legendy (3,1) s 1 prázdným čtverečkem (barva pozadí) mezi nimi je rovný 5 čtverečkům, které jsou k dispozici. | Sloupec 5: Číslo legendy 1 je už v mřížce. Zbylé čtverečky daného sloupce můžeme vyplnit barvou pozadí.               | Řada 3: V mřížce zůstaly už jen 4 čtverečky, do kterých můžeme umístit číslo legendy 4.  |
| Sloupec 4: Číslo legendy 1 je už v mřížce. Zbylé čtverečky daného sloupce můžeme vyplnit barvou pozadí.                            | Řady 4/5: Součet čísel legendy (1,1) s 1 prázdným čtverečkem mezi nimi je rovný 3 čtverečkům, které jsou k dispozici. | Sloupec 2: Na doplnění čísla legendy 3 zůstává už jen 1 čtvereček. Křížovka je vyřešená. |

Postup luštění

## Seznam typů zakódovaných obrázků
- Klasické (Nonogram, Griddler) – čtvercová mřížka s černobílým obrázkem
- Trojúhelníkové – na rozdíl od klasického zakódovaného obrázku obsahují 4 typy diagonálně rozpůlených polí, které zlepšují rozpoznání obrázku
  - mezi číslem a trojúhelníkem nemusí být mezera
- Barevné – barva buněk je zadána barvou číselného zadání, možné je i nebílé pozadí zadané v levém horním rohu
- Multiobrázky – výsledný obrázek je složen z několika menších částí, které se luští zvlášť
- Triddler – trojúhelníková mřížka, číselné zadání se vyskytuje ze tří stran
- Bludiště – obrázek vznikne vybarvením cesty skrz bludiště
- Mozaika – každé číslo označuje počet vybarvených polí v nejbližším okolí (0–9), princip podobný hře Hledání min
- ParX (Link-a-Pix) – spojují se dvojice čísel (kromě čísla 1), spojnice tvoří obrázek
- Cross-a-Pix – mřížka je rozdělena do segmentů, které jsou buď plné nebo prázdné
  - čísla na krajích uvádí počet vybarvených polí v daném sloupci nebo řádku bez ohledu na mezery
  - číselné zadání může být doplněno počtem segmentů v daném sloupci nebo řádku
- Sym-a-Pix – mřížka je vyplněna body označujícími těžiště bodově symetrických obrazců, barva bodu určuje barvu obrazce

## Zakódované obrázky v elektronické podobě
Zakódované obrázky existují v digitální podobě na internetu od konce devadesátých let 20. století. Existuje několik webových stránek, kde se setkává komunita luštitelů a kromě luštění vytvářejí obrázky pro ostatní. Tyto stránky umožňují hodnotit obtížnost a krásu vyluštěného obrázku nebo porovnávat čas potřebný k řešení.
Zakódované obrázky existují v různých podobách i jako aplikace pro dotykové telefony a tablety. Při luštění zakódovaných obrázků je výhodné mít přehled o celé mřížce a vidět stále legendu, proto je pro luštění větších obrázků vhodnější tablet než mobilní telefon.

## Zakódované obrázky v informatice
Řešení zakódovaných obrázků je NP-úplný problém. To znamená, že existence polynomiálního algoritmu řešícího malovanou křížovku implikuje P = NP. Přesto platí, že existují efektivní algoritmy pro řešení některých typů obrázků.